# Juli 2024
Dit artikel geeft een chronologisch overzicht van de belangrijkste gebeurtenissen per dag in de maand juli van het jaar 2024.

## Gebeurtenissen

### 2 juli
- In Nederland wordt het kabinet-Schoof beëdigd als opvolger van kabinet-Rutte IV, na de Tweede Kamerverkiezingen van 22 november 2023 en de daaropvolgende kabinetsformatie. Dick Schoof wordt de nieuwe minister-president van Nederland.

### 4 juli
- Verkiezingen van het Britse Lagerhuis vinden plaats in het Verenigd Koninkrijk. Labour, de partij van Keir Starmer, behaalt een absolute meerderheid in het Britse Lagerhuis.

### 5 juli
- Keir Starmer wordt tot  premier van het Verenigd Koninkrijk benoemd door koning Charles III. Starmer is de opvolger van Rishi Sunak.[1]

### 9 juli
- Er vindt een NAVO-top plaats in Washington D.C. Deze top herdenkt het 75-jarig bestaan van de NAVO.

### 13 juli
- Moordaanslag op presidentskandidaat Donald Trump in Butler, Pennsylvania, Hij wordt door een kogel licht verwond aan zijn rechteroor. Trump sprak op dat moment het publiek toe tijdens een campagnebijeenkomst voor de Amerikaanse presidentsverkiezingen later dat jaar. Een van de toeschouwers werd gedood en twee anderen raakten zwaargewond. De dader, een twintigjarige man, werd vrijwel meteen daarna door een scherpschutter doodgeschoten.[2]

### 14 juli
- Spanje wint voor de vierde keer het EK voetbal door in de finale in Berlijn met 2–1 te winnen van Engeland.

### 21 juli
- President Joe Biden trekt zich terug als kandidaat voor de Amerikaanse presidentsverkiezingen en steunt zijn vicepresident Kamala Harris voor de Democratische kandidatuur.[3]

### 26 juli
- De Olympische Zomerspelen 2024 worden geopend met een ceremonie in Parijs. Het olympisch vuur wordt ontstoken door Teddy Riner en Marie-José Pérec.[4] Vlak voor de opening bleek het treinverkeer in Frankrijk ernstig verstoord te zijn door sabotage.[5]

### 30 juli
- Een 17-jarige jongen steekt drie kinderen dood in Southport, Engeland.[6] In de dagen die volgen vinden er demonstraties met extreemrechts geweld plaats, onder andere bij een asielzoekerscentrum. De dader wordt terrorisme ten laste gelegd na de vondst van een handboek van al-Qaida.[7]

## Overleden
← · januari · februari · maart · april · mei · juni · juli · augustus · september · oktober · november · december ·  →